# تومومی مییاموتو
تومومی مییاموتو (انگلیسی: Tomomi Miyamoto؛ زادهٔ ۳۱ دسامبر ۱۹۷۸) بازیکن فوتبال اهل ژاپن است که در تیم ملی فوتبال زنان ژاپن بازی کرده‌است.